# رومي دياز
رومي دياز هو لاعب كرة سلة وممثل فلبيني، ولد في 28 نوفمبر 1941 في بامبانغا في الفلبين، وتوفي في 10 مايو 2005 في مانيلا في الفلبين.

## وصلات خارجية
- رومي دياز على موقع IMDb (الإنجليزية)
- رومي دياز على موقع ألو سيني (الفرنسية)
- رومي دياز على موقع قاعدة بيانات الفيلم (الإنجليزية)
- رومي دياز على موقع كينوبويسك (الروسية)